# Stazione di Venafro
Stazione di Venafro vasútállomás Olaszországban, Molise régióban, Venafro településen.

## Vasútvonalak
Az állomást az alábbi vasútvonalak érintik:
- Termoli–Venafro-vasútvonal
- Rocca d'Evandro-Venafro-vasútvonal

## Kapcsolódó állomások
A vasútállomáshoz az alábbi állomások vannak a legközelebb: 
- Stazione di Rocca Ravindola
- San Pietro Infine railway stop